# Carboneren
Carboneren, carbonitreren, inzetharden of cementeren is een warmtebehandeling waarbij de oppervlaktelaag van een ijzeren of meestal stalen voorwerp met koolstof of met een combinatie van koolstof en stikstof wordt behandeld om het te harden. Dat kan met kamer-ovens, doorlopende ovens, zoutbaden en lagedruksystemen. Het koolstof of de combinatie met stikstof diffundeert daarbij in het voorwerp.
Inzetharden beslaat in de meeste gevallen drie afzonderlijke processtappen. In de eerste stap worden de werkstukken blootgesteld aan koolstof of koolstof en stikstof in een omgeving met een temperatuur van 800 tot 1050 °C. De tweede stap, het blussen, vindt plaats ofwel direct na de eerste stap of na een tussenliggende koelperiode waardoor het werkstuk de vereiste temperatuur bereikt. Het gloeien is de derde stap, een behandeling die tot doel heeft om de hoogste spanningen in de materiaalstructuur te verlichten en de gevoeligheid voor slijpscheuren te verminderen.
Het principe bestaat uit het samengloeien van smeedijzeren voorwerpen met koolpoeder. Daar is houtskool, beenderkool en later cokes voor gebruikt. Hierdoor neemt het oppervlak van de voorwerpen koolstof op en wordt hard.
Carboneren werd op kleine schaal in smederijen toegepast en stond bekend als aanzetten. Réaumur bedacht al in het begin van de 18e eeuw de cementeeroven. Hierin werd het proces op grotere schaal uitgevoerd. Smeedijzeren staven, in kisten verpakt, werden gedurende 8 à 10 dagen in koolpoeder gegloeid. Het koolstof drong door het gehele voorwerp heen en zo ontstond een hard, maar bros, materiaal.

## Toepassingsgebieden
- Klepconstructie
- Automobielfabricage
- Bevestigingstechnologie
- Mijnbouw
- Drukpersfabricage
- Rails-technologie
- Elektrotechniek
- Energie- en reactortechnologie
- Vliegtuigbouw
- Fabricage van huishoudelijke apparaten
- Hydrauliek en pneumatische industrieën
- Instrumentatie- en controletechnologieën
- Textielindustrie
- Defensie-industrie

Voor oppervlakteharding geschikte staalsoorten zijn ongelegeerd of gelegeerd staal met een koolstofinhoud minder dan ruwweg 0,25%. Voor het blussen moet de oppervlaktelaag van deze staalsoorten worden gecarburiseerd of gecarbonitreerd.

### Werkstuk voor oppervlakteharding
Oppervlakteharding staal (C ≤ 0,25%)
- makkelijk te bewerken
- makkelijk te lassen
- buitengewone taaiheid

### Werkstuk na oppervlakteharding
Kernzone (C ≤ 0,25%)
- taai en buigzaam
- verbeterde gebruiks eigenschappen
- (taaiheid en, wanneer van toepassing, sterkte)

Oppervlaktelaag (C = 0,70 tot 0,90%)
- hard en slijtvast
- verbeterde resistentie tegen metaalmoeheid
- vibratiestress.

Gedeeltelijke oppervlakteharding is mogelijk door de toepassing van insulatietechnieken.